# Chauffailles
Chauffailles ist eine französische Gemeinde mit 3.656 Einwohnern (Stand 1. Januar 2022) im Département Saône-et-Loire in der Region Bourgogne-Franche-Comté. Die Bewohner werden Chauffaillons und Chauffaillonnes genannt.
Die Gemeinde erhielt 2022 die Auszeichnung „Eine Blume“, die vom Conseil national des villes et villages fleuris (CNVVF) im Rahmen des jährlichen Wettbewerbs der blumengeschmückten Städte und Dörfer verliehen wird.

## Geografie
Chauffailles liegt im Tal Vallée du Botoret, am Rand des hohen Beaujolais. Der Ort im Süden Burgunds liegt 35 Kilometer von Roanne, 65 Kilometer von Mâcon und 80 Kilometer von Lyon entfernt. Die Gemeinde wird vom Botoret durchflossen.

## Etymologie
Bis 1274 hieß Chauffailles Saint-André, dann tauchte erstmals der Name Chofaye auf. Möglicherweise entstammt der Name der diversen Banden, die während der Abwesenheit Ludwig VII. (Kreuzzug) Frankreich terrorisierten. Nach einer anderen Version wurde der Name einfach unter Ludwig IX. geändert, weil es mit Saint-André-sous-Dun einen weiteren Ort mit dem Namen Saint-André in der unmittelbaren Umgebung gab. Vierzig Jahre nach der ersten Namensänderung änderte sich der Name von Chofaye in Choffaye. 1688 erhielt der Ort seinen heutigen Namen.

## Geschichte
Während der Römerzeit entstand an der Römerstraße von Lyon nach Autun eine kleine Ansiedlung, die später zum heutigen Chauffailles wurde. Es entstand die kleine Kapelle Saint-André, nach welcher der Ort zunächst benannt war. Im 5. Jahrhundert wurde die Region von einfallenden Stämmen heimgesucht, in späteren Phasen kamen erneut Plünderer. Schon im 4. Jahrhundert war das ehemalige Gallien von den Westgoten besetzt worden. Zur Zeit Ludwigs IX. war der Graf von Saint-Georges Herr über Chauffailles. Dieser forderte den Herren von Charlieu heraus, woraufhin dieser sich eines Nachts durch Brandstiftung rächte. Der Ort hing dann von der Pfarrgemeinde Saint-Germain-la-Montagne ab. 
Im späten Mittelalter besaß die Familie de Villon viel Land in Chauffailles. Sie erlosch zu Beginn des 15. Jahrhunderts. Ihre Rolle übernahm die Familie D’Amanzé (ursprünglich aus Amanzé). Sie kam 1383 nach Chauffailles. Das Gemeindewappen entstand aus deren Familienwappen. Wenig später begann die Familie mit dem Bau des Schlosses, das vermutlich im ersten Jahrzehnt des 15. Jahrhunderts fertiggestellt wurde. Es hatte zu Beginn vermutlich drei Türme und zwei Flügel, die im Laufe der Zeit verschwanden. Zur selben Zeit wurde aus der Kapelle eine richtige Kirche, die zwischen 1836 und 1840 der heutigen Kirche weichen musste. 1718 wurde die Familie D’Amanzé, die Chauffailles seit elf Generationen geprägt hatte, von der Familie De Saint-Georges abgelöst. 1809 kaufte der amtierende Bürgermeister das Schloss, 1836 kaufte es wiederum ein weiterer Bürgermeister. Nachdem das Schloss einige weitere Male den Besitzer wechselte, gehört es nun der Gemeinde.

## Bevölkerungsentwicklung
| Jahr      | 1962 | 1968 | 1975 | 1982 | 1990 | 1999 | 2008 | 2015 |
| Einwohner | 4018 | 4479 | 4955 | 4831 | 4485 | 4119 | 3962 | 3725 |

## Kultur und Sehenswürdigkeiten
- Schloss aus dem 15. Jahrhundert, im 19. Jahrhundert umgebaut
- Kirche Mariä Geburt[6]

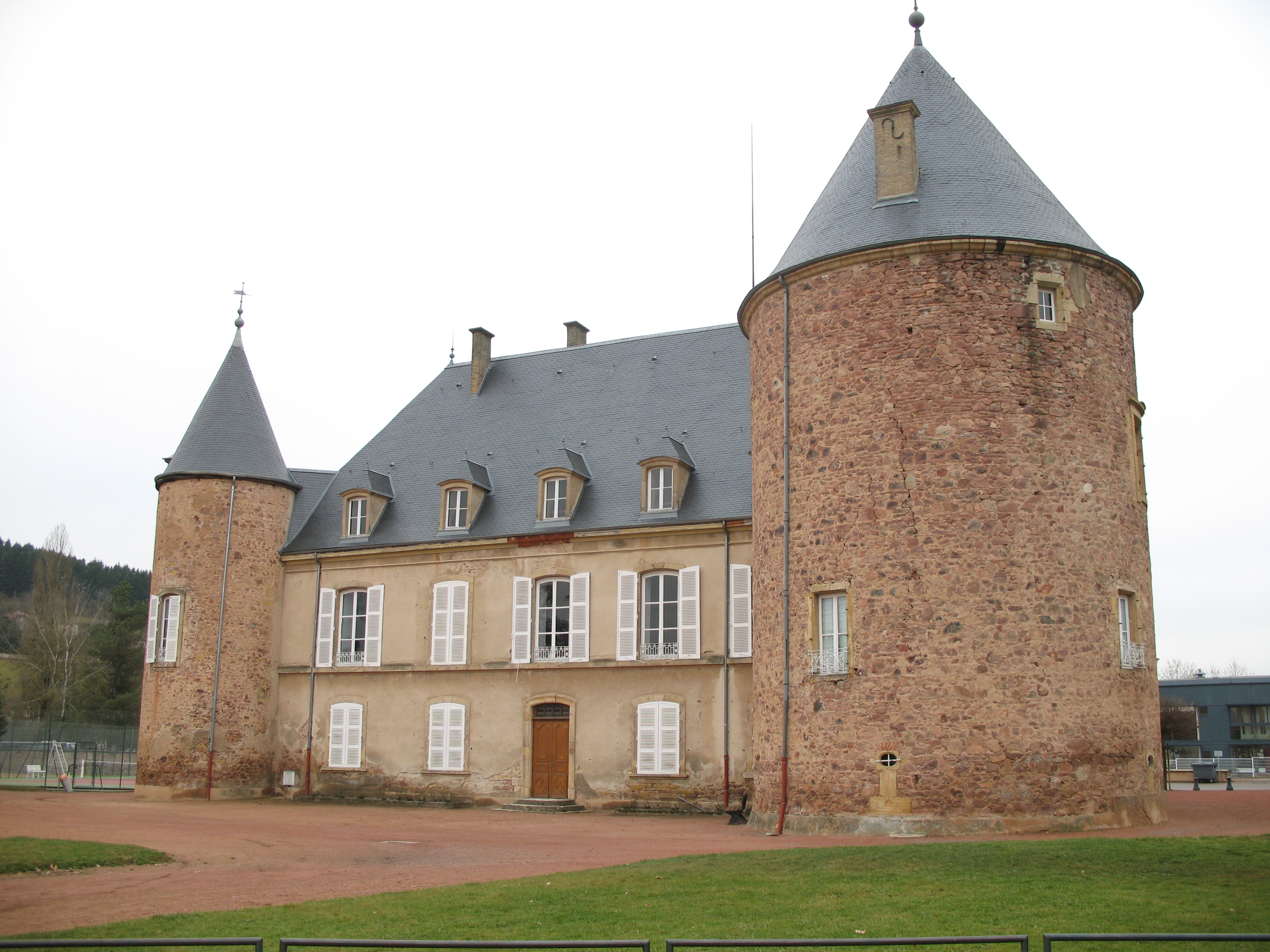
Schloss von Chauffailles
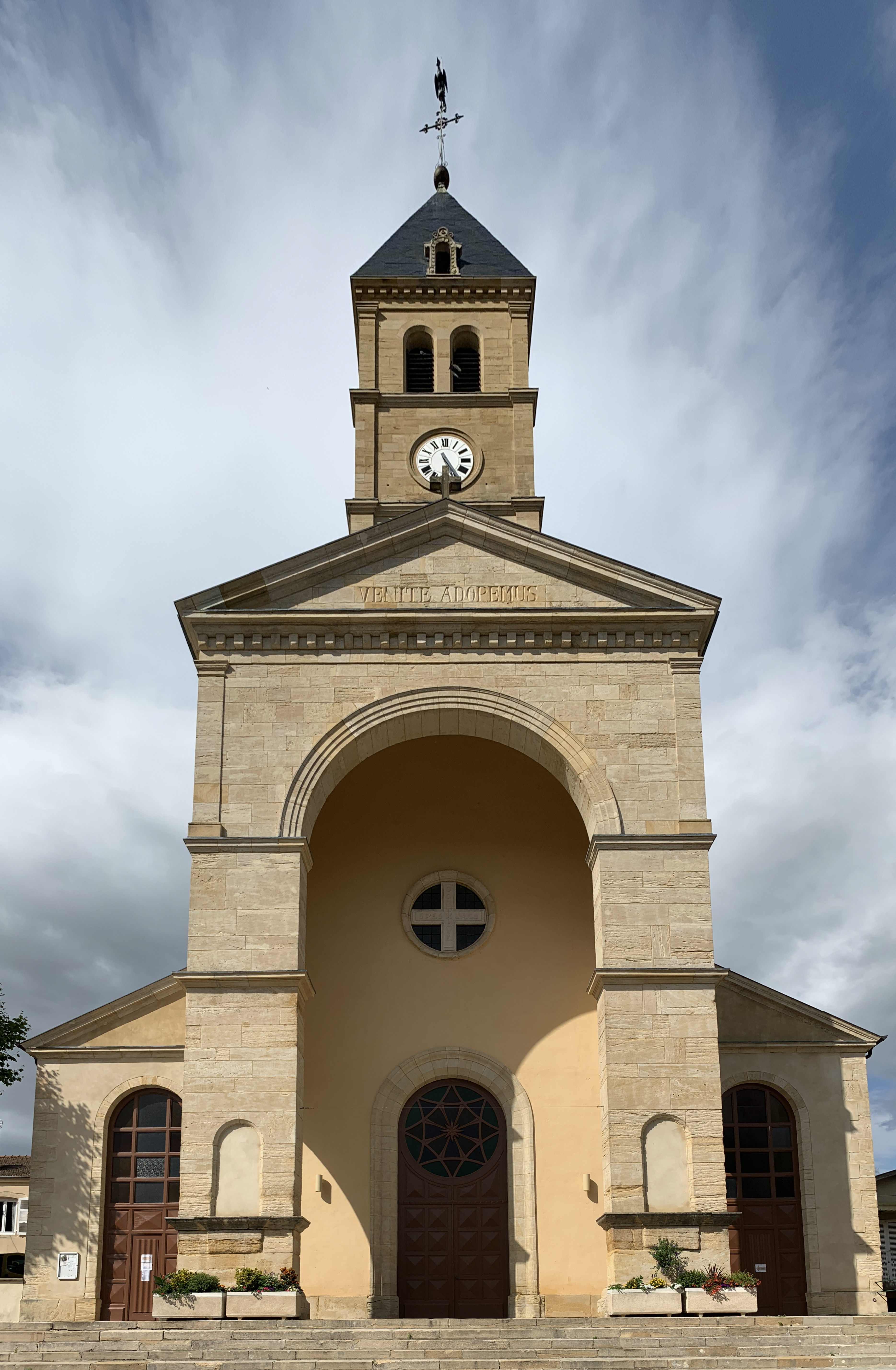
Kirche Notre-Dame-de-la-Nativité

## Infrastruktur
Aus dem Rhonetal ist Chauffailles nur über den Pass Col des Echarmeaux zugänglich.